# Speculumonderzoek
Het speculumonderzoek is onderdeel van het inwendig of gynaecologisch onderzoek. Bij dit onderzoek met behulp van een speculum komt de vagina en baarmoedermond in beeld en kunnen onderzocht worden door middel van:
- inspectie
- colposcopie, met behulp van een beeldvergrotende binoculaire microscoop wordt de baarmoedermond tot circa 40 maal vergroot. Met 3% azijnzuur en jodiumoplossing (Lugol, Schiller) wordt de transformatiezone op de baarmoedermond zichtbaar gemaakt. Directe biopten kunnen afgenomen worden om histologisch onderzocht te worden.
- Direct preparaat van abnormaal vaginale afscheiding (fluor vaginalis, zie vagina): preparaat met fysiologisch zout (NaCl) en een preparaat met KOH. Hiermee kunnen lactobacillen, schimmels en gisten, Trichomonas vaginalis, Gardnerella vaginalis worden aangetoond.
- Kweken van de vagina en/of baarmoedermond (cervix): voor onderzoek op seksueel overdraagbare aandoeningen (SOA's zoals Chlamydia trachomatis, Neisseria gonorrhea), schimmels en gisten, Streptokokken, Escherichia coli ea.
- Uitstrijkje van de vagina en/of baarmoedermond (cervix): voor baarmoedermondkankerscreening.